# لیو هسیو می
لیو هسیو می (انگلیسی: Liu Hsiu-mei؛ زادهٔ ۲۸ نوامبر ۱۹۷۲) بازیکن فوتبال، و داور فوتبال اهل چین است.